# Rotyczność
Rotyczność – cecha fonetyczna spółgłosek płynnych w niektórych językach świata. W przypadku języka angielskiego definiowana jest jako wymawianie dźwięku /r/ odpowiadającego literze „r” w każdej pozycji, podczas gdy brak rotyczności oznacza, że dźwięk ten jest pomijany w niektórych kontekstach. W zależności od języka użytkownicy akcentów nierotyzujących mogą nie wymawiać dźwięku /r/ w określonych sytuacjach lub wymawiać go w inny sposób niż użytkownicy języka standardowego lub innych jego odmian.
Do klasy tzw. spółgłosek rotycznych zaliczane są spółgłoski reprezentowane w zapisie ortograficznym przez znaki wywodzące się z greckiej litery rho, jak na przykład łacińskie R i r oraz cyryliczne Р i р. W Międzynarodowym Alfabecie Fonetycznym odpowiadają im znaki: r,  ɾ, ɹ, ɻ, ʀ, ʁ, ɽ oraz ɺ, choć są to często rozwiązania tworzone ad hoc, bez formalnego uregulowania zapisu rotyczności. 
W niektórych językach, jak na przykład w angielskim, rotyczność (ang. rhoticity) jest jedną z podstawowych cech pozwalających odróżnić od siebie akcenty czy dialekty danego języka. Różnica pomiędzy akcentami rotyzującymi i nierotyzującymi jest przede wszystkim fonotaktyczna. Użytkownicy języka używający wymowy nierotyzującej wymawiają dźwięk /r/ jedynie w sytuacjach, w których po nim następuje samogłoska, z kolei użytkownicy rotyzujący wymawiają dźwięk /r/ we wszystkich sytuacjach. W akcentach rotyzujących /r/ pojawia się także przed innymi spółgłoskami lub w wygłosie. Przykładowo użytkownicy obu typów odmian języka wymówiliby /r/ w angielskim słowie carry (pol. nieść), natomiast tylko rotyzujący użytkownicy języka wymówiliby ten dźwięk w słowach cart czy car (odpowiednio: wózek i samochód). 
Rotyczność występuje także m.in. w niektórych językach romańskich (w tym w niektórych odmianach hiszpańskiego i kanadyjskim francuskim), w malajalamskim i perskim.